# Filip Novák (hockeista su ghiaccio)
Filip Novák (České Budějovice, 7 maggio 1982) è un hockeista su ghiaccio ceco.

## Palmarès

### Mondiali
- 1 medaglia:
  - 1 oro (Germania 2010)